# Dübendorf
Dübendorf a svájci Zürich kanton negyedik legnagyobb városa, Uster kerületének része. A város nagyjából 10 kilométerre fekszik Zürich várostól a Glatt völgyében, a Glatt folyó két partján, ami a Rajna egyik mellékfolyója. Írásos források először 946-ban tesznek a városról említést, mint Tuobilindorf.
A városban található a Svájci Légierő múzeuma. A múzeum tulajdonában van három repképes Ju 52 repülőgép, melyek a JU-AIR légitársaság színeiben a mai napig repülnek.
A településtől északkeletre található a Dübendorfi légitámaszpont, mely otthont ad a Svájci Légierő parancsnokságának.
A támaszpont hangárjában épült, valamit itt tárolják a Solar Impulse-t, a csak napenergiával hajtott, nagy hatótávolságú kísérleti repülőgépet is, mellyel 2010–ben új rekordot állítottak fel 24 órán túli leszállás nélküli repüléssel.

### Fordítás
- Ez a szócikk részben vagy egészben  a   Dübendorf című angol Wikipédia-szócikk ezen változatának fordításán alapul.  Az eredeti cikk szerkesztőit annak laptörténete sorolja fel. Ez a jelzés csupán a megfogalmazás eredetét és a szerzői jogokat jelzi, nem szolgál a cikkben szereplő információk forrásmegjelöléseként.